# Сок-Сентер (тауншип, Миннесота)
Сок-Сентер (англ. Sauk Centre) — тауншип в округе Стернс, Миннесота, США. На 2000 год его население составило 996 человек.

## География
По данным Бюро переписи населения США площадь тауншипа составляет 98,6 км², из которых 93,8 км² занимает суша, а 4,8 км² — вода (4,83 %).

## Демография
По данным переписи населения 2000 года здесь находились 996 человек, 344 домохозяйства и 278 семей.  Плотность населения —  10,6 чел./км².  На территории тауншипа расположено 385 построек со средней плотностью 4,1 построек на один квадратный километр. Расовый состав населения: 99,30 % белых, 0,10 % афроамериканцев, 0,30 % коренных американцев, 0,10 % — других рас США и 0,20 % приходится на две или более других рас. Испанцы или латиноамериканцы любой расы составляли 0,60 % от популяции тауншипа.
Из 344 домохозяйств в 37,8 % воспитывались дети до 18 лет, в 70,9 % проживали супружеские пары, в 7,0 % проживали незамужние женщины и в 18,9 % домохозяйств проживали несемейные люди. 14,2 % домохозяйств состояли из одного человека, при том 5,8 % из — одиноких пожилых людей старше 65 лет. Средний размер домохозяйства — 2,90, а семьи — 3,19 человека.
29,2 % населения — младше 18 лет, 8,4 % — в возрасте от 18 до 24 лет, 27,0 % — от 25 до 44, 23,5 % — от 45 до 64, и 11,8 % — старше 65 лет. Средний возраст — 36 лет. На каждые 100 женщин приходилось 101,2 мужчин.  На каждые 100 женщин старше 18 приходилось 106,1 мужчин.
Средний годовой доход домохозяйства составлял 43 365 долларов, а средний годовой доход семьи —  48 452 доллара. Средний доход мужчин —  32 448  долларов, в то время как у женщин — 20 119. Доход на душу населения составил 18 905 долларов. За чертой бедности находились 5,3 % семей и 5,7 % всего населения тауншипа, из которых 3,4 % младше 18 и 16,3 % старше 65 лет.